# Chiltern Railways

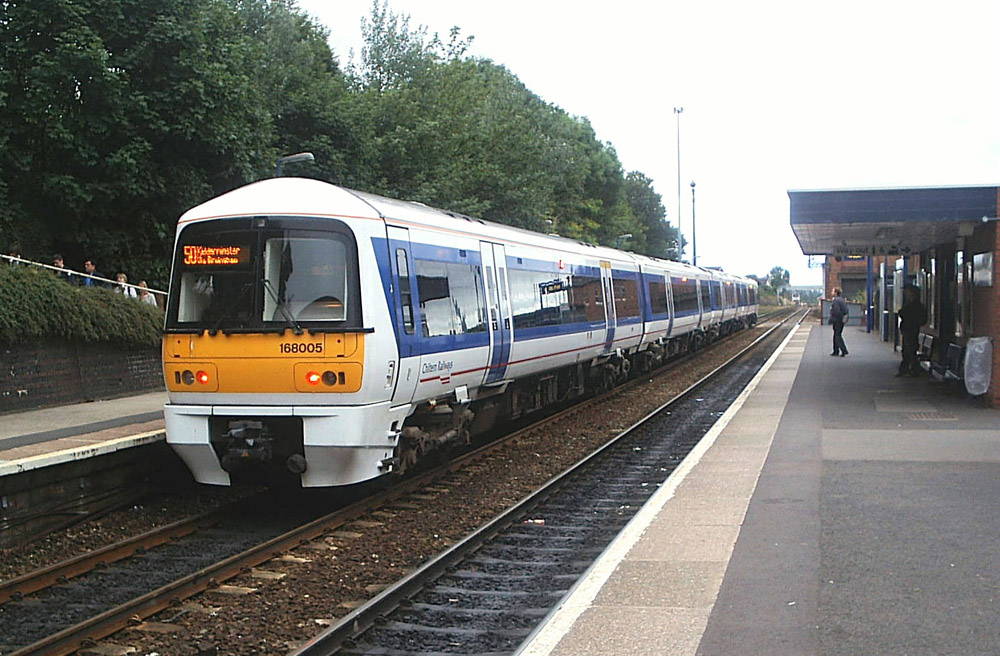
Dieseltreinstel Class 168 op het station van Kidderminster

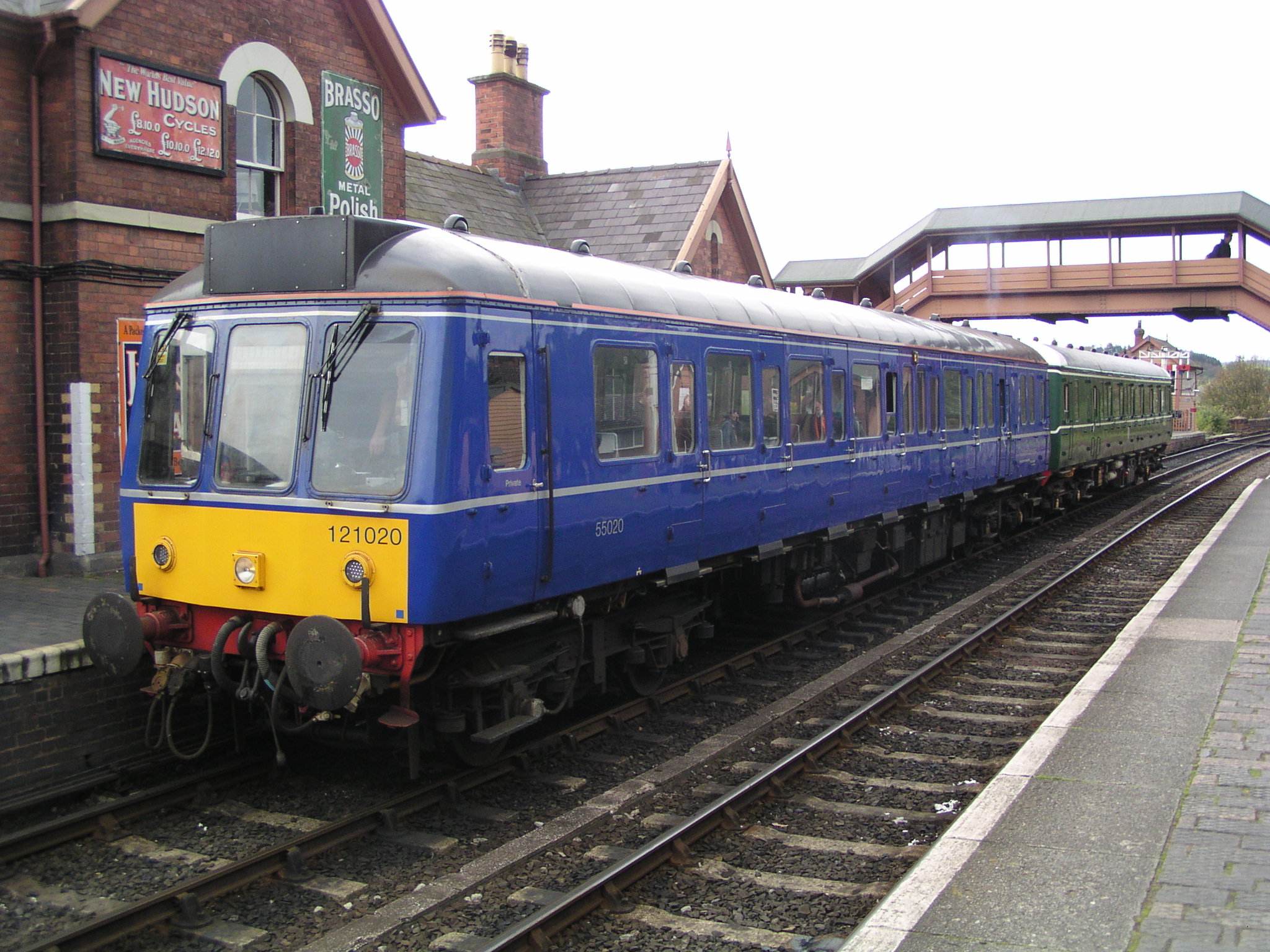
Dieseltreinstel Class 121

Chiltern Railways Co Ltd is een Britse spoorwegonderneming. Het bedrijf exploiteert voornamelijk treinen tussen station London Marylebone en Kidderminster via Birmingham.
Chiltern kreeg de eerste concessie voor deze treindiensten in 1996. Sinds 2 maart 2002 heeft Chiltern een nieuwe concessie voor maximaal 20 jaar. Hoelang de concessie daadwerkelijk zal duren, is afhankelijk van de prestaties. Chiltern Railways is via M40 Trains eigendom van John Laing plc.